# Mrđenovac
Mrđenovac (cyr. Мрђеновац) – wieś w Serbii, w okręgu maczwańskim, w mieście Šabac. W 2011 roku liczyła 556 mieszkańców.